# Damrémont
Damrémont ist eine französische Gemeinde mit 198 Einwohnern (Stand 1. Januar 2022) im Département Haute-Marne in der Region Grand Est; sie gehört zum Arrondissement Langres. Die Bewohner werden Damrémontais und Damrémontaises genannt.

## Geografie
Damrémont liegt rund 41 Kilometer südöstlich der Stadt Chaumont im Südosten des Départements Haute-Marne.

## Geschichte
Die ersten Siedler kamen im 12. Jahrhundert aus Vicq. Im 13. Jahrhundert wurde die Gemeinde eine eigenständige Kirchgemeinde. Der Name des Ortes bedeutet wörtlich hinter dem Berg (französisch: derrière le mont). Die Mechanisierung der Landwirtschaft führte zu einer starken Abwanderung im späten 19. Jahrhundert und im 20. Jahrhundert. Damrémont war historisch Teil der Bailliage de Langres innerhalb der Provinz Champagne. Der Ort gehörte von 1793 bis 1801 zum District Bourbonne. Zudem von 1793 bis 1801 zum Kanton Coiffy la Ville und seit 1801 zum Kanton Bourbonne-les-Bains.

## Bevölkerungsentwicklung
| Jahr                       | 1962 | 1968 | 1975 | 1982 | 1990 | 1999 | 2006 | 2012 | 2019 |
| Einwohner                  | 337  | 319  | 248  | 215  | 200  | 187  | 208  | 222  | 197  |
| Quellen: Cassini und INSEE |      |      |      |      |      |      |      |      |      |

## Sehenswürdigkeiten
- Dorfkirche Saint-Nicolas aus dem Jahr 1843[1]